# Beyond the Valley of the Murderdolls
Beyond the Valley of the Murderdolls - debiutancki album zespołu Murderdolls wydany w 2002. Był wydany w wytwórni Roadrunner Records i dotarł do #40 pozycji w UK Albums Chart, sprzedał się w nakładzie 100,000 w USA.

## Lista utworów
1. "Slit My Wrist" – 3:50
2. "Twist My Sister" – 2:06
3. "Dead in Hollywood" – 2:30
4. "Love at First Fright" – 3:07
5. "People Hate Me" – 4:49
6. "She Was a Teenage Zombie" – 3:02
7. "Die My Bride" – 3:14
8. "Graverobbing U.S.A" – 3:21
9. "197666" – 2:19
10. "Dawn of the Dead" – 3:43
11. "Let's Go to War" – 3:23
12. "Dressed to Depress" – 2:13
13. "Kill Miss America" – 2:27
14. "B-Movie Scream Queen" – 3:49
15. "Motherfucker I Don't Care" – 2:55